# Plebejus samudra
Plebejus samudra is een vlinder uit de familie van de Lycaenidae. De wetenschappelijke naam van de soort is voor het eerst geldig gepubliceerd in 1875 door Frederic Moore.

## Synoniemen
- Lycaena tomyris Grum-Grshimailo, 1890
- Plebejus micropunctulatus Shchetkin, 1975

## Ondersoorten
- Plebejus samudra samudra
- Plebejus samudra lesliei (Tytler, 1926)
- Plebejus samudra rognedus (Grum-Grshimailo, 1890)